# ObsCure II
ObsCure II (w Stanach Zjednoczonych pod tytułem ObsCure: The Aftermath) – kontynuacja gry „ObsCure”, wyprodukowana przez firmę Playlogic Entertainment i wydana przez Hydravision Entertainment w Stanach Zjednoczonych, Europie i Australii, na konsole PlayStation 2, Wii, PlayStation Portable (prócz Australii) i komputery osobiste. Tak samo jak poprzedniczka, gra ma tryb wieloosobowy.

## Fabuła
Gra jest bezpośrednią kontynuacją części pierwszej i dzieje się 2 lata po jej zakończeniu. Po wydarzeniach w szkole Leafmore High placówka splajtowała, a jej uczniowie przenieśli się do innych szkół. Wśród uczniów koledżu Fallcreek University wielką popularność ma tajemniczy czarny kwiat o narkotykowych właściwościach. Pierwsi główni bohaterowie – Corey i Mei – mają poprzez jego działanie bardzo realistyczne halucynacje. Następnie akcja gry przenosi się do jednego z uczniowskich domów mieszkalnych, którego właściciele zorganizowali imprezę. Kenny – bohater pierwszej części – wraz z przyjaciółką Amy próbują się dostać do domu, lecz później odkrywają, że imprezowicze zostali zaatakowani przez krwiożercze potwory, a oni sami stali się ich celem. Wraz z pozostałymi przyjaciółmi i ze szkolnym naukowcem Richardem Jamesem, próbują ocalić się i odkryć tajemnicę, jaka kryje się za stworami.

## Postacie
- Kenny Matthews – grywalny bohater znany z części pierwszej, który przeżył wydarzenia w szkole Leafmore High. Razem z siostrą przeniósł się do Fallcreek University, lecz w przeciwieństwie do niej, uzależnił się od działania czarnego kwiatu, co w późniejszym etapie rozgrywki ma na niego bardzo zły wpływ. Specjalna umiejętność : siła.
- Shannon Matthews – grywalna bohaterka znana z części pierwszej, która pojawia się dopiero w późniejszym etapie rozgrywki. W przeciwieństwie do brata, nie uzależniła się od działania czarnego kwiatu. Chce pomóc Kenny'emu, który poprzez działania kwiatu zaczął zachowywać się bardzo dziwnie. Specjalna umiejętność: wytwarza Mroczną Aurę, która odblokowuje przejścia zasłonięte "ciemnością".
- Stan Jones – trzeci grywalny bohater, który przeżył wydarzenia w Leafmore High. Za kradzieże został skazany, a po wyjściu z więzienia zdecydował się odwiedzić przyjaciół ze szkoły. Specjalna umiejętność: jako jedyny potrafi włamać się do pomieszczeń, których drzwi mają zamki.
- Corey Wilde – grywalny bohater. Corey jest skaterem i chłopakiem Mei, jak również pierwszym bohaterem sterowanym przez gracza. Specjalna umiejętność: akrobatyka.
- Mei Wang – grywalna bohaterka, dziewczyna Coreya i siostra bliźniaczka Jun. Jej obsesja na punkcie gier wideo i komputerów jest na tyle duża, że Mei bez problemu potrafi włamać się do urządzeń zablokowanych hasłem (co jest jednocześnie jej specjalną umiejętnością).
- Sven Hansen – Sven pochodzi z norweskiej rodziny, z którą wyemigrował do Stanów Zjednoczonych. Jego pasją jest sport, głównie bejsbol i hokej. Jest bardzo dumny z tradycji swojego kraju, co widać w jego wypowiedziach. Kocha się w Amy. Specjalna umiejętność: siła.
- Amy Brookes – Amy jest bystrą dziewczyną z nosem do puzzli i różnych zagadek. Zdaje sobie sprawę z zalotów Svena i Kenny'ego, lecz sama nie wie, który z nich jest lepszą partią. Specjalna umiejętność: potrafi składać różne układanki i odczytuje zamazane notatki, które stwarzają problem innym.
- Jun Wang – bliźniacza siostra Mei, która mieszka w żeńskim akademiku. W późniejszym etapie rozgrywki zostaje zaatakowana przez potwory i przez walkie-talkie prosi siostrę o pomoc.
- Richard James – nauczyciel biologii, który przeżywa atak potworów i potem pomaga bohaterom.
- Josh Carter i Ashley Thompson – bohaterowie części pierwszej, którzy nie występują w sequelu. Bohaterowie mogą znaleźć wideo wykonane przez Josha, na którym on i Ashley zwiedzają ruiny Leafmore High. Wideo to pokazuje co się z nimi stało i jednocześnie wyjaśnia zagadkę ich zniknięcia.

## Soundtrack
Ścieżka dźwiękowa po raz kolejny została stworzona przez Oliviera Derivière, i składa się z 22 utworów. Kompozytor umieścił soundtrack do gry na swojej stronie internetowej.

## Głosy
- Buster Cox – Kenny Matthews / Corey Wilde / Professor Richard James / Różne głosy
- E. Reneé Thomas – Shannon Matthews / Różne głosy
- Joshua Swanson – Stan Jones
- Ayme Sanchez – Amy Brookes / Różne głosy
- Lawrence Bailey – Sven Hansen
- Alicia LaForce – Mei Wang
- Nikki Rapp – Jun Wang / Różne głosy